# Heinrich Gasteiger
Heinrich Gasteiger (* 1. Mai 1957 in Luttach, Südtirol) ist ein italienischer Koch, Fachlehrer und Fachbuchautor.

## Werdegang
Nach der Ausbildung zum Koch durchlief Heinrich Gasteiger mehrere Stationen in renommierten Südtiroler Gastronomiebetrieben. Daran anschließend sammelte er internationale Erfahrungen in verschiedenen Hotels und Restaurants im Ausland, darunter im Restaurant Chesery in Gstaad, im Hilton Park Hotel in München und im Restaurant Santabbondio in Lugano. Weiters beteiligte er sich bei diversen internationalen Koch-Wettbewerben und gewann dabei mehrere Silber- und Goldmedaillen.
Seit 1985 unterrichtet er an der Landeshotelfachschule „Kaiserhof“ in Meran als Fachlehrer und ist als Jurymitglied bei nationalen Kochwettbewerben tätig.

## Publikationen
Zusammen mit Helmut Bachmann und Gerhard Wieser schrieb er bereits über 50 Kochbücher über die Südtiroler und mediterrane Küche, die im Athesia-Verlag in Bozen sowohl in deutscher als auch italienischer Sprache erschienen sind und zum Teil in die englische Sprache übersetzt wurden.
- So kocht Südtirol, 2001, ISBN 978-88-8266-015-4
- So kocht Italien, 2004, ISBN 978-88-8266-202-8
- Feine Küche Für alle Tage, 2004, ISBN 978-88-8266-227-1
- So backt Südtirol, 2007, ISBN 978-88-8266-341-4
- So kocht Südtirol – Menüs, 2013, ISBN 978-88-8266-905-8
- So schnell kocht Südtirol, 2014, ISBN 978-88-6839-036-5
- Kochbuchserie: So genießt Südtirol

## Familie
Heinrich Gasteiger wohnt in Lana bei Meran, ist verheiratet und hat zwei Töchter.